# Рабин, Исраэль Аврахам
Исраэль Аврахам Рабин (1882, Проскуров, Российская империя — 18 сентября 1951, Хайфа, Израиль) — историк, гебраист, деятель религиозного сионизма. Отец М. О. Рабина.

## Биография
Родился в Проскурове в семье потомственных раввинов. Получил традиционное религиозное образование. Изучал историю и семитские языки в Бернском университете (в 1907 годуполучил степень доктора философии). 
В 1909 году эмигрировал в Эрец-Исраэль. В период с 1909 по 1911 годы занимал должность преподавателя послебиблейской истории в учительской семинарии «Эзра» в Иерусалиме. 
В 1911 году покинул страну, чтобы возглавить иешиву (Высшую школу иудаизма) в Одессе. 
С 1914 года жил в Германии.  В период с 1915 по 1918 годы занимал должность преподавателя послеебиблейской литературы и истории в университете Ю. Либиха, в 1918–21 годы — в университете Франкфурта-на-Майне, в 1921–29 годы — в еврейской теологической семинарии в Бреслау, а с 1929 года — в университете Бреслау.
Сразу после основания движения Мизрахи стал активным членом движения.
С приходом нацизма в Германию в 1935 году покинул страну. Обосновался в Хайфе, где ряд лет руководил школой движения Мизрахи. В последние годы жизни возглавлял религиозный совет Хайфы.